# STX유럽

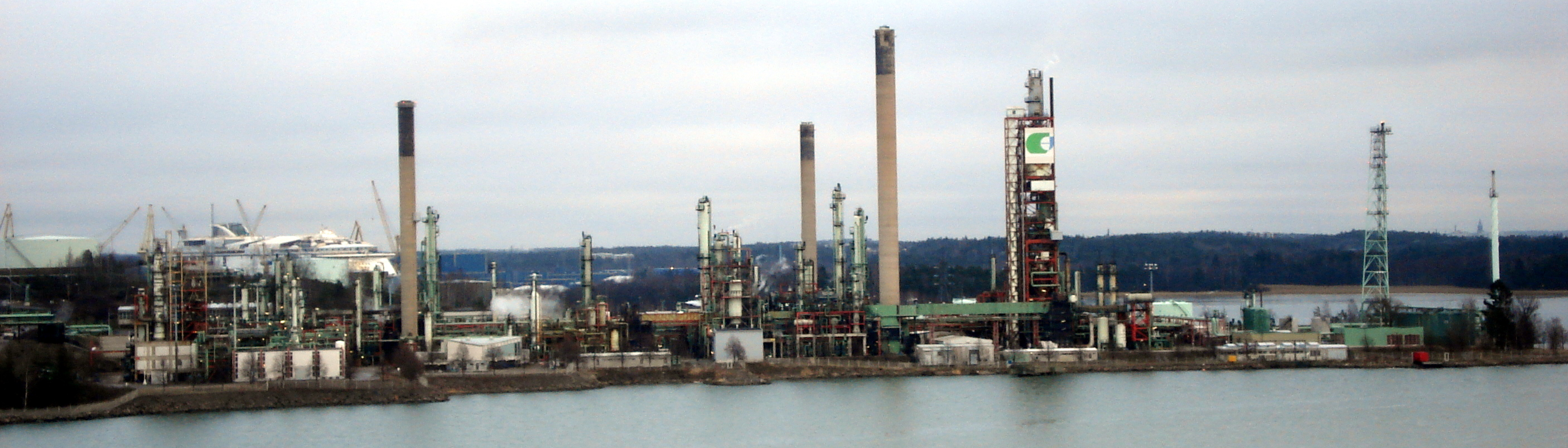

STX유럽은 STX그룹이 노르웨이의 크루즈선 건조 전문기업인 아커야즈를 인수하여 설립한 자회사이다. 인수 대상인 아커야즈는 1841년 설립된 노르웨이의 선박건조사로 노르웨이, 프랑스 등에 18개 조선소 및 52개 자회사를 보유하고 있으며, 대형 크루즈선과 쇄빙선 제작이 주력사업 분야이다.

## 사건·사고 및 논란

### 아커야즈 인수 및 재편
2008년 5월 6일 STX는 유럽연합위원회로부터 "반독점 심사를 최종 통과했다"고 통보받았다고 밝혔다. EU위원회는 지난해 12월부터 STX의 아커야즈 지분 인수가 독점에 해당되는지의 여부를 심층 조사해왔다. EU는 "STX의 아커야즈 지분 인수가 크루즈선 또는 기타 조선 건조 분야에서 경쟁에 관한 독점을 야기하지는 않을 것으로 판단된다"며 "최대주주로서의 STX의 권리를 보존하기 위한 STX의 39.2%에 대한 의결권 행사를 허가한다"고 밝혔다.
강덕수 STX그룹 회장은 "국내 조선업계의 숙원사업이었던 크루즈선 분야에 본격진출할 수 있는 계기가 마련됐다는 점에서 매우 큰 의미가 있다"며 "전 세계에 걸친 3대 생산거점을 중심으로 글로벌 톱 조선그룹으로 도약해 나갈 것"이라고 밝혔다.

2008년 9월 6일 STX는 노르웨이 오슬로에 위치한 아커야즈 본사에서 강덕수 STX그룹 회장 등이 참석한 가운데 아커야즈 임시주주총회를 개최하고, 아커야즈 사명을 ‘STX Europe ASA’로 변경하는 안건을 통과시켰다.

2008년 11월 3일 노르웨이 오슬로에 위치한 아커야즈(Aker Yards) 본사를 비롯해 모든 계열사들의 사명을 ‘STX유럽(STX Europe ASA)’으로 공식 변경했다.

2009년 1월 23일 STX그룹이 2008년 인수 완료한 STX유럽의 잔여주식을 모두 매입하기로 했다. STX유럽 지분 98.27%를 보유중인 STX노르웨이는 주당 45NOK에 잔여지분을 매입하는 것으로 총 인수금액은 약 3억1,322만NOK(한화 약 620억원)이다. STX그룹은 전체 주식의 1.7%만이 유통되는 상황에서 상장으로 인한 실익이 없는데다 어려운 경제상황에서 신속한 의사결정을 위해 잔여주식을 매입해 STX유럽의 상장폐지를 추진하게 됐다고 밝혔다.

2010년 8월 31일 STX그룹에 따르면 STX유럽이 인수 이후 분기 기준 첫 흑자 전환에 성공했다. 인수 이듬해인 2008년에는 1094억원 적자, 2009년에는 771억원의 적자를 기록했고 2010년 1분기 역시 40억원 적자였으나 2분기에 150억원의 흑자를 올렸다. 만성적자에 시달리던 STX유럽이 흑자로 전환한 것은 신규 수주가 급증한 덕분이다. 업황 호조에다 STX유럽의 크루즈선과 특수선의 기술적 강점이 수요를 이끌었다. 신규 수주가 늘면서 선수금 유입이 증가했고 이는 흑자전환의 원동력이 됐다.

2010년 11월 5일 STX유럽 OSV부문이 싱가포르 증권거래소(SGX) 상장을 앞두고 STX OSV Holdings Ltd.가 총 3억 7,449만주에 대한 공모를 시작했으며 이는 총 지분의 31.7%에 해당하는 수준이다. STX는 2005년 7월 대한민국 기업으로서는 처음으로 계열사인 STX팬오션을 싱가포르 증권거래소(SGX)에 상장시킨 바 있다.

2011년 7월 8일 STX는 STX유럽이 보유한 STX OSV의 지분 18.27%를 시간외거래를 통해 주당 1.33싱가포르달러의 가격에 옥지프(Och-Ziff)社에 매각했다. STX OSV의 지분을 매입한 옥지프社는 미국 뉴욕증권거래소에 상장되어 있으며 운영자산이 약 290억달러에 이르는 세계적인 투자펀드다.

2011년 11월 12일 STX그룹은 싱가포르 증시에 STX OSV 홀딩스(STX OSV Holdings Ltd.)가 상장되었으며, 2.53% 오른 0.81싱가포르달러로 첫날 거래를 마감했다고 밝혔다. STX OSV 홀딩스는 STX유럽 산하의 OSV(Offshore & Specialized Vessels) 부문 사업을 영위하는 회사다. STX OSV Holdings는 노르웨이, 루마니아, 베트남, 브라질에서 9개 조선소를 운영하고 있으며 주로 PSV, AHTS, OSCV 등 유전개발 및 탐사작업을 돕는 해양작업지원선을 건조한다.

2011년 5월 1일 장원갑 STX다롄 부회장, 신상호 STX유럽 사장, 크누트 올라 베르달 STX베트남 오프쇼어 사장 등 주요 경영진을 비롯, 짠 민 산 바리아 붕타우 지역 인민위원회 의장 등 현지 인사들이 대거 참석한 가운데, 베트남 붕타우(Vung Tau)조선소 준공식이 열렸다. 2007년 착공, 착공 3년 만에 완공한 붕타우 조선소는 11만6000m2의 면적에 연간 4척의 중형 해양플랜트 지원선박(OSV, Offshore Supply Vessel)을 건조할 수 있는 시설을 갖추고 있으며, 베트남 조선업과 관련된 풍부한 전문 인력은 물론, 높은 생산성을 갖춘 곳이어서 향후 아시아 해양플랜트 시장 선점을 위한 거점이 될 것으로 STX 측은 기대하고 있다.

2011년 10월 27일 업계에 따르면 STX그룹은 STX OSV 지분 전량을 매각하는 방안을 검토 중이다. STX가 지분 100%를 보유 중인 STX유럽의 STX OSV 지분 51%를 모두 내놓을 계획이다. 매각대금은 5000억~7000억원으로 STX는 STX OSV 경영권 매각과 함께 추가 해외 자산 매각을 통해 총 7000억원 이상의 자금을 확보할 계획이다.
STX OSV는 STX유럽의 해양플랜트 사업부문이 따로 분할된 회사다. 2010년 말 보유지분 일부를 싱가포르 증시에 상장했다. STX OSV는 해양작업지원선을 주로 건조하고 있다. 해양작업지원선은 각종 연료와 식음료 등 소모성 자재와 작업인력 등을 바다에서 원유를 시추하는 플랫폼으로 운송해주는 선박이다.